# Национално знаме на Гана
Националното знаме на Гана представлява правоъгълно платнище с 3 хоризонтални еднакви цветни полета – червено отгоре, златно в средата и зелено отдолу. В средата на златното поле е изобразена черна петолъчна звезда. Знамето има правоъгълна форма с отношение има отношение ширина към дължина 2:3.
Знамето е прието на 3 юни 1957 г. В периода от 1 януари 1964 до 28 февруари 1966 златното поле е заменено с бяло. То е първото след това на Етиопия, което използва панафриканските цветове.
Зеленият цвят в знамето символизира природата и горите на страната, златният – природните богатства, а червеният – кръвта, пролята за независимост. Черната звезда е символ на свободата и факта, че Гана е първата страна, придобила независимост в колониална Африка.